# Primi campi nazisti

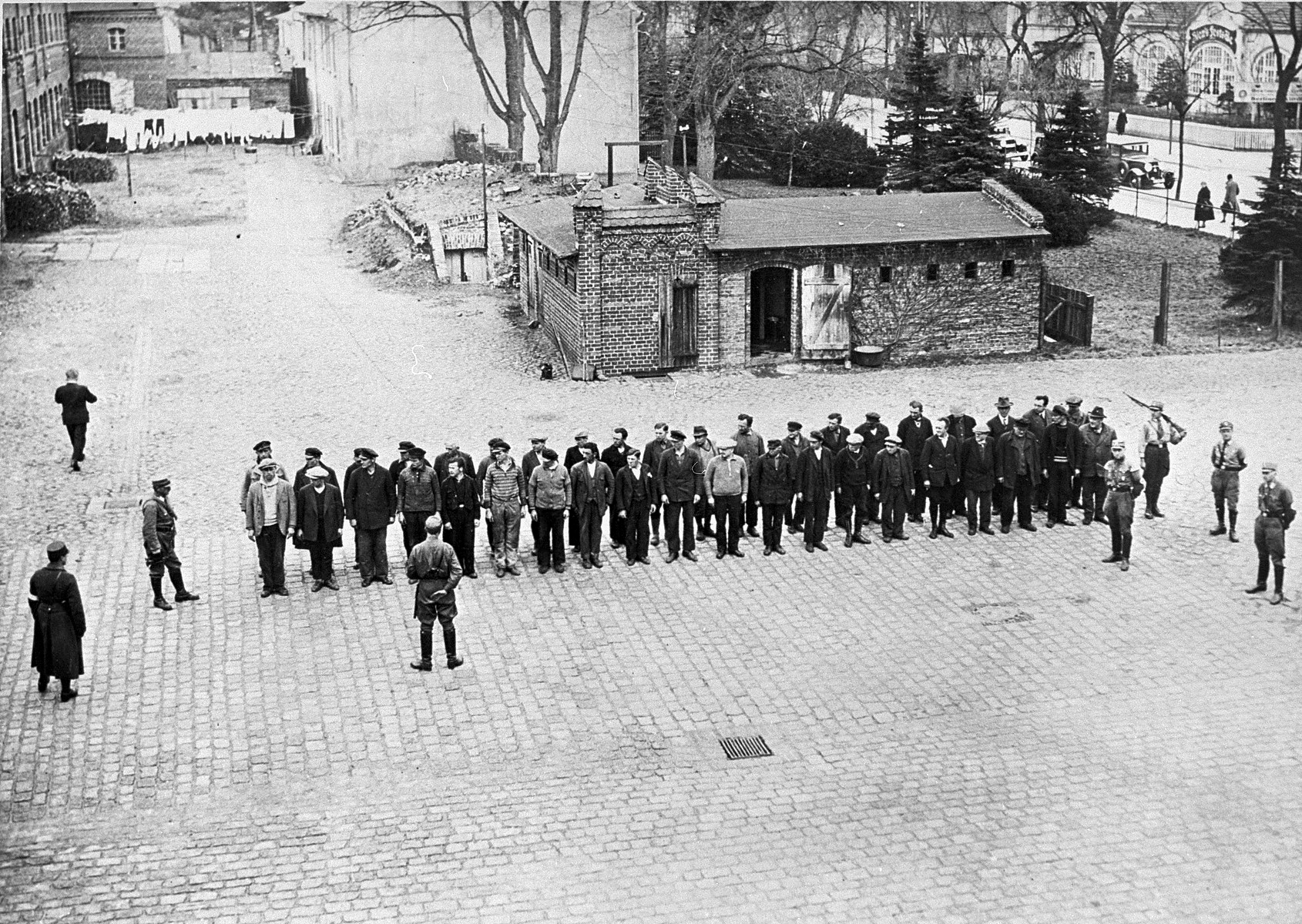
Prigionieri al campo di concentramento di Oranienburg nell'aprile 1933. I primi campi del 1933-'34 erano situati spesso nelle città e la gente ne poteva anche in parte osservare le attività (come si vede in foto, dalle persone che passeggiano a destra).

Con il termine primi campi (in inglese "early camps", espressione diffusa soprattutto dagli storici inglesi) si intendono a livello storico i primi campi di concentramento nazisti esistiti brevemente nel 1933-1934, molto differenti da quelli che sarebbero stati aperti dal 1938 in poi.

## Storia
Subito dopo la presa del potere da parte dell'NSDAP e i decreti autoritari di inizio 1933 (il decreto dell'incendio del Reichstag e quello dei pieni poteri), da marzo 1933 le SA e le SS cominciarono ad aprire dei primi campi di concentramento e di lavoro in Germania per il controllo degli oppositori politici.

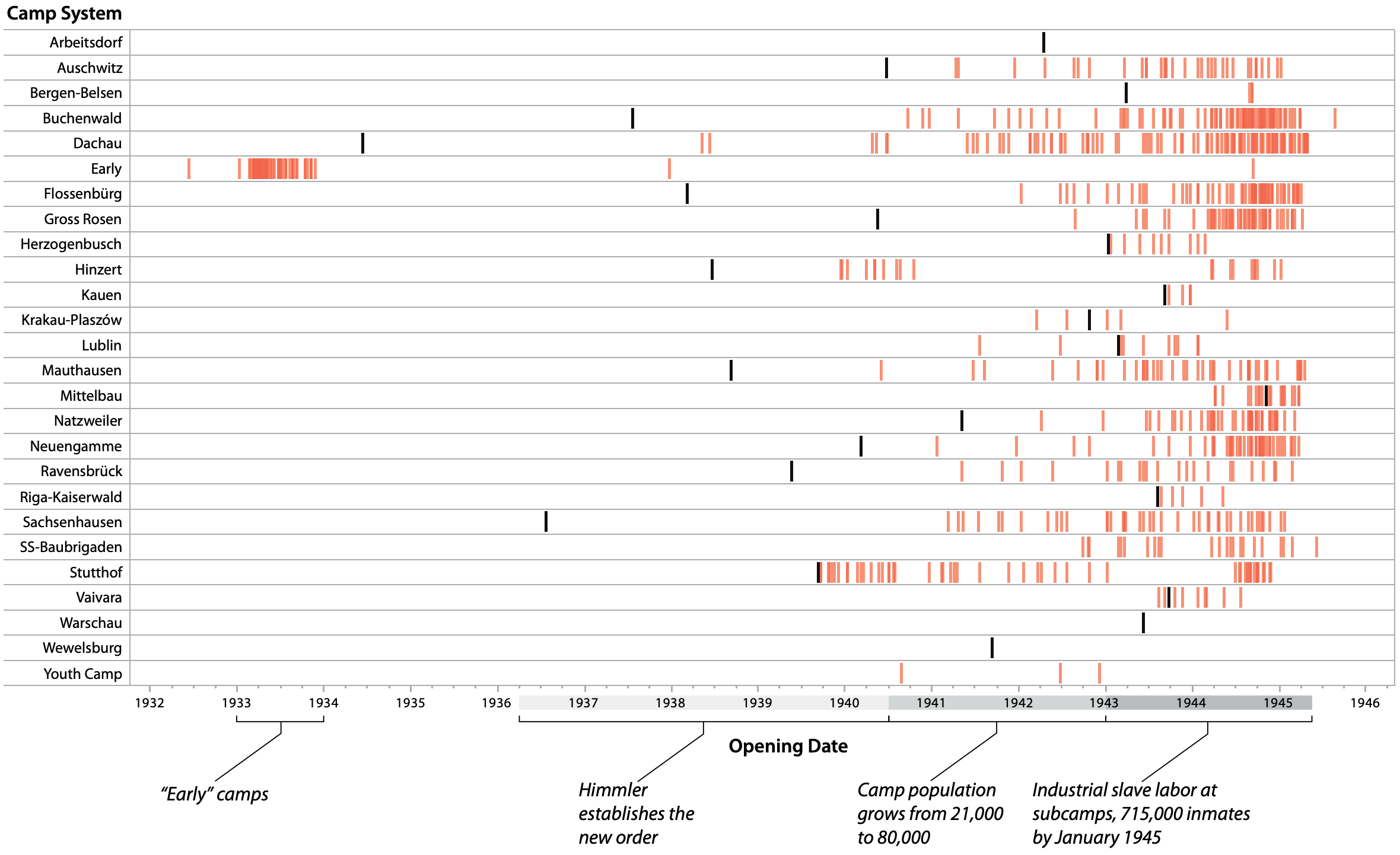
Linea temporale dell'apertura dei campi di concentramento e di sterminio nazisti (1932-1945). In nero sono indicati quelli principali, in arancione i sottocampi e i "primi campi" del 1933.

Per lo scopo vennero convertiti normali edifici cittadini e di campagna (scuole, uffici, fattorie, prigioni, castelli, etc.), trasformati in campi dove concentrare gli oppositori politici e le persone considerate 'pericolose' per la società, arrestati sulla base legale della "custodia protettiva" (Schutzhaft).
Il primo campo di concentramento fu quello di Nohra, in Turingia, il primo stato tedesco dove i nazisti andarono al governo già dal 1930. Fu attivo per circa due mesi.
Molti degli internati dei primi campi vennero rilasciati in occasione del Natale dello stesso 1933, con un'amnistia generale.
Non è facile stimare quanti siano stati rinchiusi nei primi campi di concentramento, ma alcuni storici sono giunti a cifre superiori a 50.000.

### Differenze con i campi di concentramento post-1937
Questi primi campi differivano di molto da quelli che sarebbero stati aperti dal 1938 in poi:
- Non erano coordinati a livello nazionale e centrale, ma eterogenei e ciascuno con proprie caratteristiche e livelli di durezza della detenzione;
- Non era amministrato necessariamente dalle SS, ma anche dalle SA o solo dalla polizia locale e dal Ministero dell'Interno dello stato tedesco di riferimento;
- Non erano situati in località nascoste, ma solitamente in città o comunque luoghi abitati, ben visibili a tutti i cittadini e distinti da ampi portoni d'ingresso;
- Non erano destinati a concentrare gli ebrei, ma soprattutto i comunisti (oltre l'80% degli internati), i socialdemocratici e i sindacalisti[1];
- Non erano progettati per raccogliere immensi gruppi di internati, ma solo al massimo qualche centinaio.

## Lista dei primi campi
| Nome                                              | Luogo (Stato attuale) | Tipo | Periodo                                               | Numero stimato dei reclusi                            | Numero stimato dei decessi                        |
| ------------------------------------------------- | --------------------- | --- | ----------------------------------------------------- | ----------------------------------------------------- | ------------------------------------------------- |
| Ahrensbök                                         | Germania              | tra i primi campi delle SA – derivato dal campo di concentramento di Eutin | ottobre 1933 - maggio 1934                            | 300                                                   | 0                                                 |
| Alt-Daber                                         | Germania              | tra i primi campi delle SA | Aprile 1933 - luglio 1933                             |                                                       |                                                   |
| Bad Sulza                                         | Germania              | tra i primi campi delle SA / Innenministerium | Novembre 1933 - luglio 1937                           | 800                                                   |                                                   |
| Benninghausen                                     | Germania              | tra i primi campi delle SA | Marzo - settembre 1933                                | 344                                                   | ignoto                                            |
| Börnicke                                          | Germania              | tra i primi campi delle SA | Maggio/luglio 1933                                    |                                                       | almeno 10                                         |
| Bredow                                            | Germania (Polonia)    | tra i primi campi delle SS | 20 ottobre 1933 - 11 marzo 1934                       | 40                                                    |                                                   |
| Brandenburg an der Havel                          | Germania              | tra i primi campi, in seguito campo di sterminio dell'Aktion T4 | Agosto 1933 - febbraio 1934                           | 1.000–1.200                                           | 3 (minimo)                                        |
| Breitenau                                         | Germania              | tra i primi campi, in seguito "Arbeitserziehungslager" | Giugno 1933 - marzo 1934 poi 1940–1945                | 470 poi 8.500                                         |                                                   |
| Buchenau                                          | Germania              | tra i primi campi, in seguito "Arbeitserziehungslager" | Giugno 1933 - marzo 1934 poi 1941–1945                | 470 poi 8.500                                         |                                                   |
| Breslau-Dürrgoy                                   | Polonia               | tra i primi campi di concentramento, "Privatlager" Edmund Heines | Aprile - agosto 1933                                  | 200–400                                               |                                                   |
| Columbia-Haus                                     | Germania              | tra i primi campi di concentramento della Gestapo | Dicembre 1934 - dicembre 1936                         | 10.000                                                |                                                   |
| Dachau                                            | Germania              | Primo campo delle SS, Prototipo | Marzo 1933 - aprile 1945                              | 200.000                                               | circa 41.500                                      |
| Burgfurst                                         | Germania              | tra i primi campi di concentramento (diversi sottocampi: campo di concentramento di Börgermoor, campo di concentramento di Neusustrum, campo di concentramento di Esterwegen), dal 1936 campo di reclusione | Giugno 1933 - 1945                                    | 80.000 reclusi, 100.000–180.000 prigionieri di guerra | 30.000 per lo più prigionieri di guerra sovietici |
| Eutin                                             | Germania              | tra i primi campi delle SA | Luglio 1933 - maggio 1934                             | 259                                                   | 0                                                 |
| Heuberg (nel 1933 spostato a Ulm, Oberer Kuhberg) | Germania              | Campo di custodia preventiva (Schutzhaft) | Marzo - novembre 1933 (e novembre 1933 - luglio 1935) | 3.000 (poi 800)                                       |                                                   |
| Hohnstein                                         | Germania              | tra i primi campi delle SA | Marzo 1933 - agosto 1934                              | 5.600                                                 | numero preciso ignoto                             |
| Kemna                                             | Germania              | tra i primi campi di concentramento | Giugno 1933 - gennaio 1934                            | 4.500                                                 |                                                   |
| Kislau                                            | Germania              | tra i primi campi di concentramento del ministero degli interni del Baden | Aprile 1933 - aprile 1939                             |                                                       | 1                                                 |
| Königstein-Halbestadt                             | Germania              | tra i primi campi delle SA – in seguito integrato nel campo di concentramento di Hohnstein | 10 Marzo - maggio 1933                                | 215                                                   | ignoto                                            |
| Kuhlen                                            | Germania              | tra i primi campi di concentramento | Luglio - ottobre 1933                                 | 200                                                   | 0                                                 |
| Leschwitz                                         | Germania              | tra i primi campi di concentramento | Marzo - agosto 1933                                   | 1.000–1.500                                           | ignoto                                            |
| Lichtenburg                                       | Germania              | Campo di concentramento maschile e femminile | Giugno 1933 - maggio 1939                             |                                                       |                                                   |
| Meisnerhof                                        | Germania              | tra i primi campi di concentramento | Febbraio 1933 - giugno 1933                           |                                                       |                                                   |
| Mißler                                            | Germania              | tra i primi campi delle SA und SS | Marzo - settembre 1933                                | 148 in seguito 300                                    |                                                   |
| Campo di concentramento di Neustadt an der Haardt | Germania              | tra i primi campi di concentramento / campo di custodia preventiva, lavoro e internamento | Marzo fino a fine 1933(?)                             | 350                                                   |                                                   |
| Nohra                                             | Germania              | primo campo di concentramento | Marzo 1933 - aprile/maggio 1933                       |                                                       | 1                                                 |
| Oranienburg                                       | Germania              | Campo di raccolta | Marzo 1933 - luglio 1934                              | 3.000                                                 | 16 (minimo)                                       |
| Osthofen                                          | Germania              | Campo di raccolta e rieducazione | Marzo 1933 - luglio 1934                              | 3.000                                                 | nessuno                                           |
| Perleberg                                         | Germania              | tra i primi campi delle SA e SS | Maggio e giugno 1933                                  | 34                                                    | nessuno                                           |
| Sachsenburg                                       | Germania              | tra i primi campi delle SA | Giugno 1933 - luglio 1937                             | 2.000                                                 | 11 (minimo)                                       |
| Sonnenburg                                        | Polonia               | tra i primi campi di concentramento | Aprile 1933 - aprile 1934                             | 1.000                                                 |                                                   |
| Senftenberg                                       | Germania              | tra i primi campi di concentramento | Giugno 1933 - agosto 1933                             | 265                                                   |                                                   |
| Wasserturm Berlin-Prenzlauer Berg                 | Germania              | tra i primi campi delle SA | fino al giugno 1933                                   |                                                       |                                                   |
| Vechta                                            | Germania              | Campo di custodia preventiva (Schutzhaft) | 10 luglio 1933 - luglio 1934                          | 100                                                   | 0                                                 |
| Wittmoor                                          | Germania              | tra i primi campi delle SA | Marzo - ottobre 1933                                  |                                                       |                                                   |
| Zschorlau                                         | Germania              | tra i primi campi delle SA | Aprile - luglio 1933                                  | 207                                                   |                                                   |